# Atto Vannucci
Atto Vannucci (Tobbiana, 30 dicembre 1810 – Firenze, 10 giugno 1883) è stato uno storico, patriota e presbitero italiano, protagonista dei moti toscani del 1848.
Ricordato per le sue opere:
- I martiri della libertà italiana dal 1794 al 1848 del 1848;
- Storia d'Italia dall'origine di Roma all'invasione longobarda secondo i principi della scuola neoghibellina del 1851;
- Storia dell'Italia antica, che fu illustrato dall'artista salentino Pietro Cavoti.

## Origini
Nato in una famiglia di contadini e terzo di sei fratelli, fu educato dallo zio abate di San Martino in Campo a Carmignano. Nel novembre 1825, a quindici anni, entrò nel Seminario di Pistoia. Allievo di Giuseppe Silvestri ebbe come compagni Enrico Bindi, futuro vescovo di Pistoia e Prato e Arcivescovo di Siena, e Giuseppe Arcangeli, rinomato insegnante al Cicognini di Prato.

## Gli anni del Cicognini

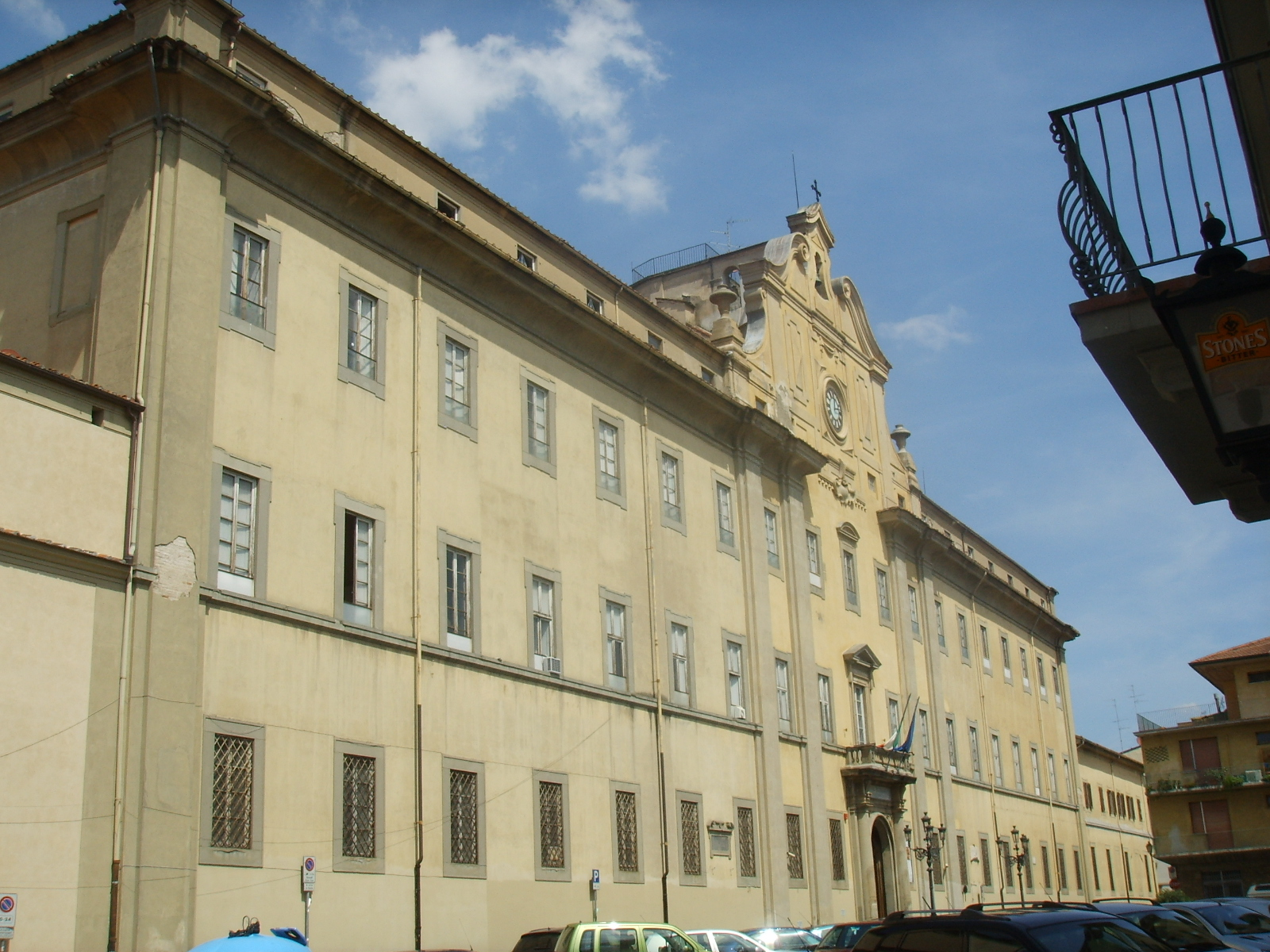
Il Collegio Cicognini di Prato

Nel 1831 Silvestri, chiamato a dirigere il Collegio Cicognini, lo portò con sé e gli affidò l'incarico di prefetto di camerata. Dal 1833 al 1840 tenne la cattedra di Umanità; dal 1840 al 1851 tenne la cattedra di Cronologia e Storia Universale. Ebbe tra gli scolari Cesare Guasti. A Prato entrò a far parte come "uditore" dell'Accademia degli Infecondi, nel 1835 divenne accademico ordinario e in seguito segretario. L'Accademia degli Infecondi cessò l'attività nel 1840.
Le fatiche e le sue precarie condizioni di salute determinano un indebolimento fisico e un'irritazione agli occhi che gli impedirono di lavorare. Per trovare un sollievo viaggiò spesso. Nel 1835 visitò Vallombrosa, Chiusi, Arezzo, la Val di Chiana, nel 1837 visitò la Lombardia e i luoghi dei Promessi Sposi. Nel 1838 giunse a Roma, città che desiderava tanto visitare. In quegli anni studiò la letteratura latina e collaborò alla "Collezione dei classici latini con commenti italiani per l'uso della scuola" edita dalla Tipografia Aldina di Prato. Questa collezione applicava le teorie di Giuseppe Silvestri sullo studio della lingua latina. Vannucci commentò le Georgiche di Virgilio, Le metamorfosi di Ovidio, la Vita di Orazio, il commento "della favola di Fedro e dei favolisti" e le opere di Sallustio, affrontò Tacito di cui pubblicò Tutte le opere nel 1847, poi Catullo Poesie scelte.
Durante l'insegnamento al "Cicognini" si occupò di letteratura italiana, nel 1839 pubblicò la sua Storia del sonetto Italiano e varie opere minori. Nel 1841 pubblicò i Documenti del sacco dato a Prato dagli Spagnoli.

## L'impegno politico

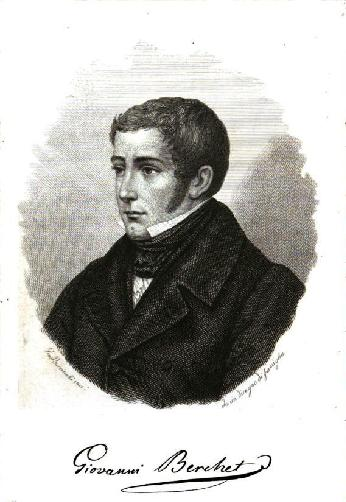
Il poeta Giovanni Berchet in un ritratto del 1863

Nel 1843 viaggiò a Parigi e Vannucci ne trasse un diario (conservato alla Biblioteca Nazionale di Firenze). Quel viaggio fu necessario per curarsi della fastidiosa infiammazione agli occhi ma fu anche il viaggio nella cultura che più influenzò e a cui molti si ispirarono all'epoca. Vannucci si interessò alla vita culturale di Parigi e la visitò con molta attenzione. Nella capitale francese conobbe alcuni patrioti italiani: Michele Amari, Giovanni Berchet e Pietro Giannone. Durante questo soggiorno fu detto che avesse aderito alla Giovine Italia di Mazzini.
Ritornato in Italia diviene direttore della rivista La guida dell'educatore. Nel 1845 fece un viaggio a Napoli dove visitò il Vesuvio. Nel 1847 fu di nuovo a Roma sui luoghi degli antichi romani ma criticò aspramente la Roma papalina contemporanea. Nel 1847 collaborò con L'Alba, giornale democratico e repubblicano che si proponeva un sostanziale rinnovamento politico e sociale del paese. Dal 10 febbraio 1848 al 22 marzo ne fu il direttore. Si dimise per protestare contro la censura granducale nel marzo 1848.
Nel febbraio 1848 divenne Accademico della Crusca. Quello stesso anno abbandonò l'insegnamento al "Cicognini" e si dedicò all'attività politica. Si candidò nel collegio di Montale ma pur ottenendo 164 voti non venne eletto. Secondo Giuseppe Arcangeli il clero della campagna non vedeva di buon occhio le sue tendenze democratiche e liberali. Pubblicò i Martiri della libertà italiana in 22 articoli sul giornale L'inflessibile e poi in volume, opera molto importante per Vannucci e che ampliò a ogni edizione.
Vannucci maturò anche la decisione di abbandonare il sacerdozio. Aveva una concezione del sacerdozio legata al progresso civile ed era sua esigenza vedere il clero promotore di trasformazioni della società in senso democratico. Il contrasto tra l'essere un sacerdote impegnato e la realtà del tempo forse è l'origine della sua crisi spirituale che lo porta a lasciare il sacerdozio. Decisiva, forse, fu l'Allocuzione di Pio IX del 29 aprile 1848 che determinò il crollo dell'illusione neoguelfa ed era un dramma per i cattolici liberali ora che i loro sentimenti patriottici erano in contrasto con la fedeltà e la devozione al Papa. Mentre Bindi si schiera su posizioni moderate, Vannucci si porta su posizioni radicali e abbandona il sacerdozio.

## 1849

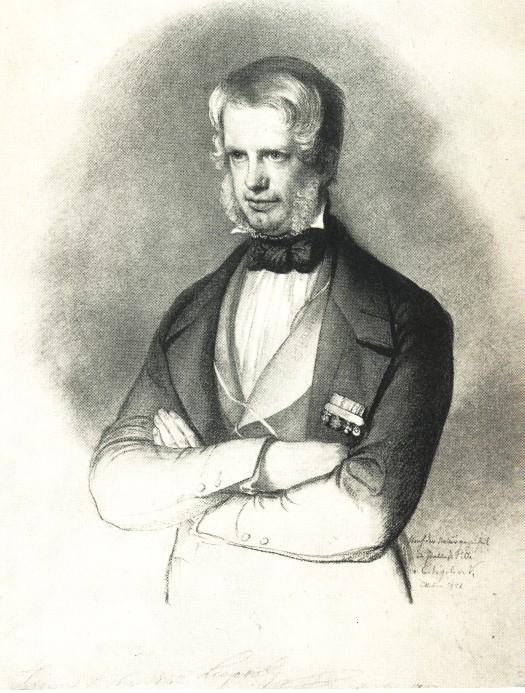
Leopoldo II di Toscana in un ritratto del 1842

Il 9 febbraio 1849 quando il granduca Leopoldo II fuggì da Firenze per le pressioni dei democratici, il Triumvirato formato da Francesco Domenico Guerrazzi, da Giuseppe Montanelli e da Giuseppe Mazzoni affidò a Vannucci il governo della città di Prato. L'11 febbraio 1849 assunse l'incarico di inviato straordinario del Governo Provvisorio Toscano a Roma. Vannucci si schierò con Mazzini per la proclamazione della Repubblica Toscana e per l'unione con la Repubblica Romana, ma la politica temporeggiatrice di Guerrazzi e del governo Toscano furono un ostacolo a questa sua politica.
Il 15 marzo fu eletto membro dell'Assemblea Toscana. Ad aprile l'Assemblea Toscana si riunì per decidere se accettare o meno l'unione con Roma. Vannucci cercò di convincere i deputati ad accettare ma le sue parole non furono ascoltate, perciò ripartì per Roma (dove giunse tra il 11 e il 12 aprile 1849, Monitore Romano del 20 aprile 1849, p. 4:3), ormai deluso.
Il Governo Provvisorio fu rovesciato e i moderati presero il posto di Guerrazzi, instaurarono un Governo presieduto da Bettino Ricasoli e richiamarono il Granduca. Vannucci andò a Livorno dove i patrioti si prepararono a difendere la città dai reazionari e dagli austriaci. Pubblicò sul Corriere Livornese un articolo per sostenere i rivoltosi ma rientrò quasi subito a Roma amareggiato.

## L'esilio
Intanto, un corpo di spedizione francese assalì la Repubblica Romana il 24 aprile 1849 e nonostante che i difensori, guidati da Giuseppe Garibaldi, opponessero una strenua difesa, la Repubblica Romana cadde e il 3 luglio 1849 i francesi entrarono in città. Vannucci aveva già deciso di andare in esilio e il 9 maggio arrivò a Marsiglia.
Le armate austriache intanto avevano occupato la Toscana soffocando le ultime resistenze a Livorno e rimettendo sul trono il granduca Leopoldo il 28 luglio 1849.

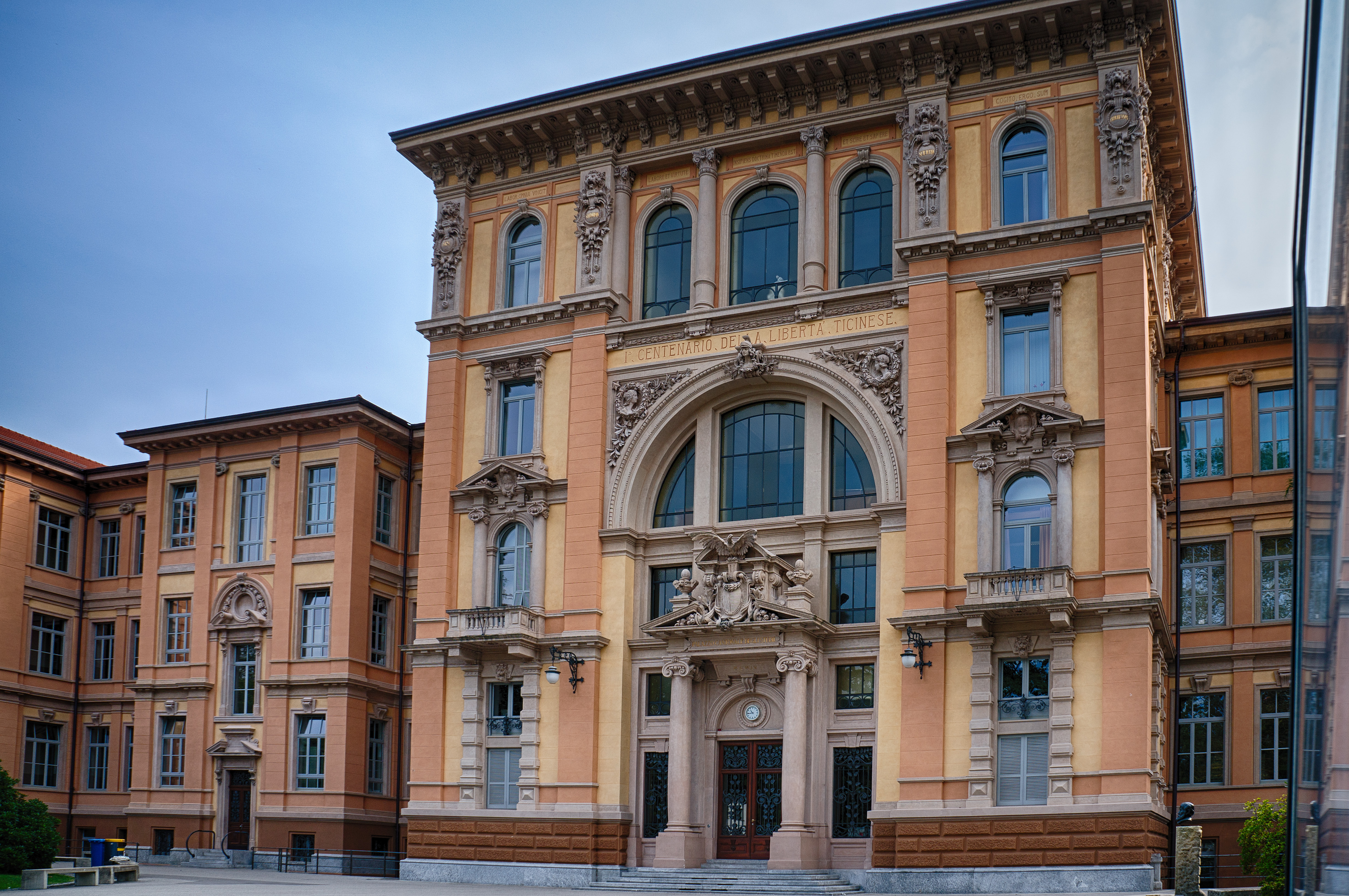
Il Liceo di Lugano, dove insegnò Vannucci

Il Vannucci rompe con molti degli amici pistoiesi e pratesi: come il Bindi e l'Arcangeli, che avevano assunto posizioni più moderate. Posizioni che gli fecero sembrare gli amici come passati alla restaurazione granducale.
Il Vannucci si stabilì a Parigi. Studiò alla biblioteca Mazarina e vi incontrò altri patrioti.
Nel 1850 era in Inghilterra, vicino a Londra, come precettore della famiglia Gualdo. Non fu entusiasta dell'Inghilterra.
Ritorna a Parigi dove rimase un paio di anni lavorando alla Storia d'Italia. Nel 1852 soggiorna in Belgio. Nell'ottobre del 1852 è chiamato a insegnare lettere italiane, latine e storia nell'appena inaugurato Liceo di Lugano. Nel 1853 la Confederazione, per le pressioni dell'Austria, espelle i patrioti. Il Vannucci potrebbe rientrare in Toscana non essendo più accusato ma si attende di essere espulso, però non viene scacciato.
Durante l'esilio studia intensamente. Scrive la Storia d'Italia dai tempi più antichi fino all'invasione dei Longobardi, Firenze 1851-1855, la sua opera più importante.

## Il rientro in Italia

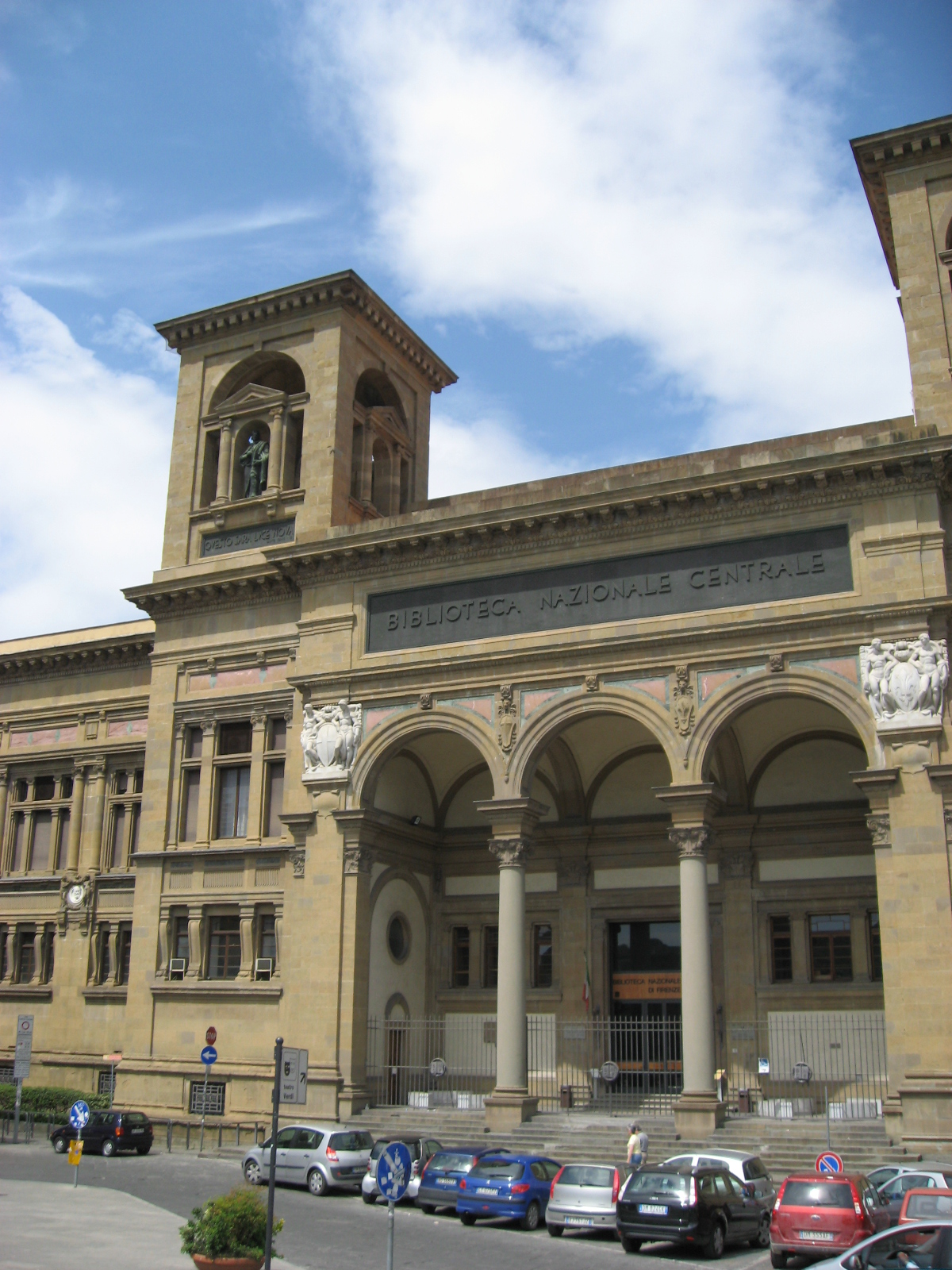
La Biblioteca Nazionale di Firenze

Rientra in Toscana alla fine del 1854. Si occupa di storia e letteratura e riunisce in volume le introduzioni ai classici latini da lui editi in anni anteriori al '48, dando alle stampe Studi storici e morali sulla letteratura latina, opera che allora ebbe vasta diffusione, contribuendo a svecchiare un ambito di ricerche precedentemente immuni, in Italia, da obiettive ricerche filologiche. Ma non riprende l'impegno politico.
Nel 1857 rifiuta la cattedra di eloquenza all'Università di Torino. Nello stesso anno fonda a Firenze la Rivista di Firenze che da rivista culturale diventa prettamente politica. Nell'aprile 1859 ha una posizione nettamente unitaria.
Il 27 aprile scoppia in Toscana un'insurrezione dei democratici mazziniani guidata da Bettino Ricasoli. Il Granduca non accetta l'alleanza con il Piemonte ed è costretto ad abbandonare il Granducato. Il governo provvisorio che lo sostituisce offre a Vittorio Emanuele II il governo. Questi si limita a inviare un Commissario Regio. L'armistizio di Villafranca, che comportava il ritorno del Granduca, fu un colpo per i patrioti italiani. Il Vannucci, sulla sua rivista, assunse una posizione unitaria, sostenendo che la famiglia granducale filoaustriaca non doveva rientrare e che tutte le provincie dovevano restare libere.
Il Vannucci termina l'attività giornalistica quando la Rivista di Firenze cessa le pubblicazioni nel 1859. È nominato professore di letteratura latina il 22 dicembre 1859 fino al 1864 quando abbandona l'insegnamento per motivi di salute. È anche bibliotecario alla Magliabechiana fino al 15 marzo 1860 e prefetto della Biblioteca Nazionale di Firenze dalla sua istituzione (dicembre 1861) fino al febbraio 1862.

## La nomina a senatore

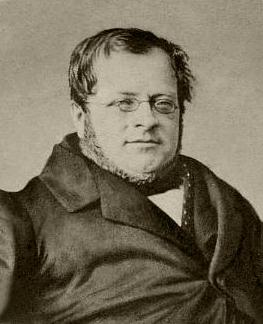
Il conte di Cavour nel 1861

Nel 1861 è eletto deputato di Firenze al Parlamento Italiano.
Il 9 ottobre 1865 è nominato Senatore. Frequenta le sedute fino a che il parlamento rimase a Firenze, in seguito per la sua salute precaria seguì raramente i lavori parlamentari.
Le sue idee politiche erano passate dalle posizioni mazziniane del 1848-49, a una posizione più vicina a Cavour ritenendo che fosse necessaria, in un'Italia unita, una saggia politica che tenesse unito il Paese e lo riorganizzasse. Il Cavour era per il Vannucci, il vero fondatore dello Stato italiano. Ciò gli valse numerose critiche dai vecchi compagni repubblicani, a cui rispondeva di sentirsi 'tranquillissimo' nella coscienza. Fu fautore della terza guerra d'indipendenza ma ebbe un atteggiamento realistico e si accontentava del Veneto. Sulla questione romana pensava che il tempo avrebbe lavorato per Roma italiana e quindi contrastava ogni tentativo di riconquista.
Il Vannucci accettò l'ordine monarchico e assecondò la politica di Cavour delle annessioni per non compromettere l'Unità d'Italia che era stata infine realizzata.

## Il rapporto tra Stato e Chiesa
Sul rapporto tra Stato e Chiesa il Vannucci ha una posizione radicale: il potere temporale della Chiesa è un ostacolo per la sicurezza della nazione e l'affratellamento degli italiani. Nel suo discorso al funerale del drammaturgo toscano Giovanni Battista Niccolini fu aspramente violento tanto da essere criticato anche dalla Nuova Europa, un giornale repubblicano.
Per il Vannucci, inoltre, il problema della Chiesa non era l'unico problema del giovane Stato unitario. Dopo Cavour la classe dirigente si era dimostrata incapace di risolvere varie questioni, soprattutto di carattere finanziario, dibattendo inutilmente senza venire a capo di nulla. Per il Vannucci era una mancanza di coraggio nel prendere le decisioni.
Via via accrebbe la delusione verso il modo in cui lo Stato unitario si andava realizzando, diverso da quello immaginato da chi aveva duramente lottato durante il Risorgimento. Anche per l'infermità che lo affliggeva il suo impegno politico diminuì sempre più, fino a isolarsi dal mondo e a vivere nel culto dei tempi passati.

## Gli ultimi anni

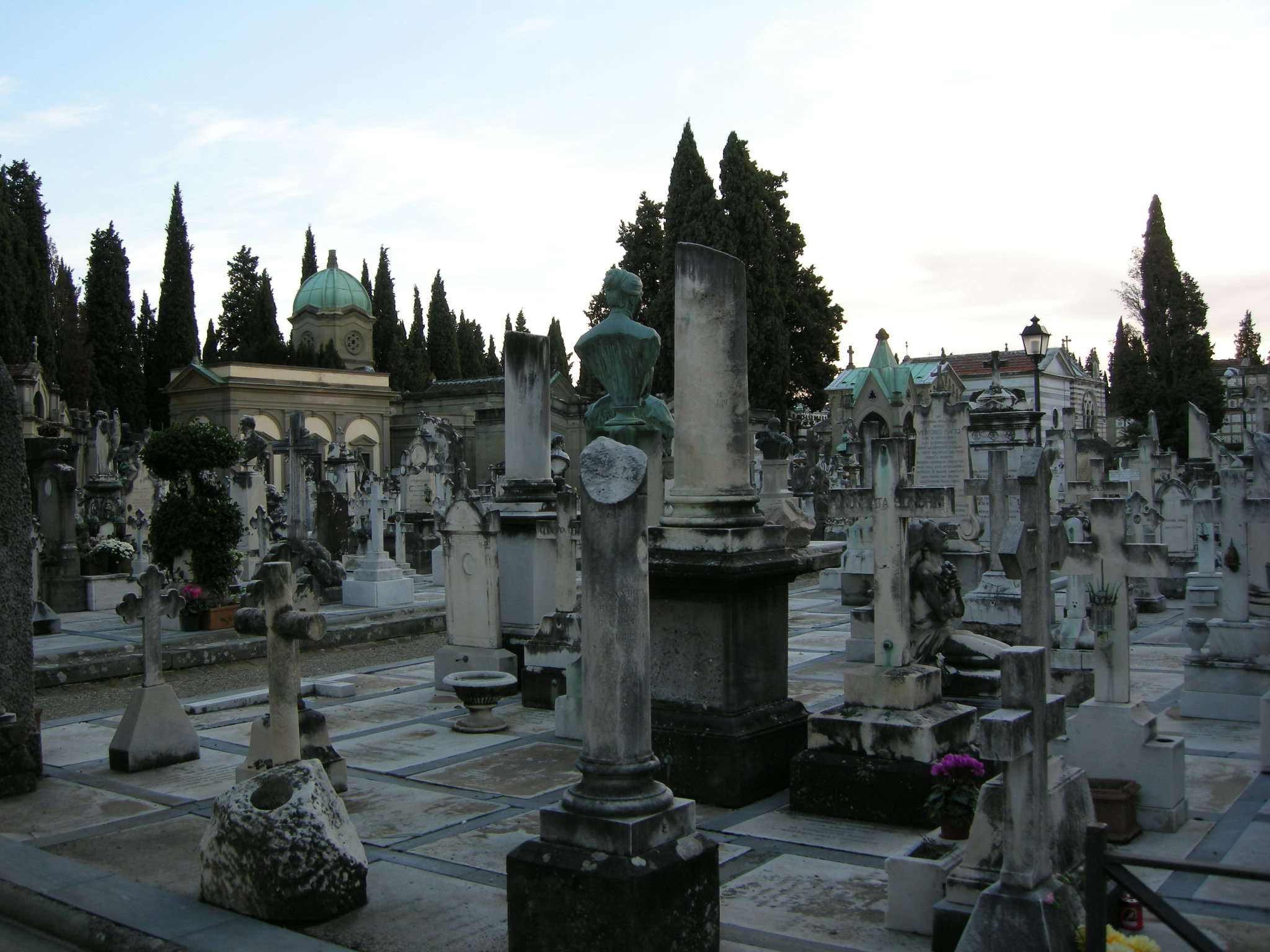
Cimitero delle Porte Sante a San Miniato al Monte

I problemi di salute del Vannucci si aggravarono col tempo. La malattia agli occhi che aveva avuto per quasi tutta la sua vita, la sordità che era sopraggiunta e numerosi altri disturbi lo costringevano a letto per molto tempo: solo e annoiato.
Nonostante la salute peggiorasse e aumentassero le sue sofferenze rimase però lucido fino all'ultimo, affrontando serenamente gli ultimi giorni e preoccupandosi delle sorti dell'Italia.
Atto Vannucci morì il 9 giugno 1883 a 73 anni. Per sua volontà fu sepolto in Firenze nel cimitero monumentale di San Miniato al Monte. Gli amici gli dedicarono un monumento in Santa Croce.

## Opere
- Storia del sonetto italiano corredata di cenni biografici e note storiche, critiche e filologiche, Guasti, Prato, 1839
- I martiri della libertà italiana dal 1794 al 1848, Società Editrice Fiorentina, Firenze, 1848
- I primi tempi della libertà fiorentina, Le Monnier, Firenze, 1853
- Studi storici e morali sulla letteratura latina, SEI, Torino, 1854
- Storia d'Italia dai tempi più antichi fino all'invasione dei Longobardi, Poligrafica Italiana, Firenze, 1851

Poesie scelte di Catullo Tibullo e Properzio. Con note italiane precedute da un discorso di ATTO VANNUCCI. Prato Tipografia Aldina 1863
- Proverbi latini illustrati, Menozzi-Brigola, Milano, 1879